# Pocket Monsters Special
Pocket Monsters Special (ポケットモンスターSPECIAL Poketto Monsutā Supesharu?), o bien Pokémon Adventures (bajo licencia Norteamericana), es un manga basado en los videojuegos de Pokémon.

## Información general
Las series están escritas por Hidenori Kusaka e ilustradas por Mato en los primeros 9 volúmenes. Satoshi Yamamoto reemplazó a Mato (quien estaba enferma por el momento) desde el volumen 10 y no ha cesado hasta ahora. El manga fue traducido al inglés en Estados Unidos por VIZ Media, pero la publicación terminó en el 2001 hasta el volumen 7. Más tarde VIZ publicó la segunda edición en 2009 y continúa hasta nuestros días. En Asia, el publicador Chuang Yi (más tarde reemplazado por Shogakukan Asia) actualmente traduce Pocket Monsters Special al inglés, y continúa hasta hoy.
Satoshi Tajiri, creador de Pokémon, declaró que las series de Pocket Monsters Special son exactamente lo que él quería que fuera el mundo Pokémon.
Actualmente ha vendido aproximadamente 30 millones de copias alrededor del mundo según palabras del propio Satoshi Yamamoto. 
España
La editorial Norma Editorial es la encargada de publicar Pokémon Special en España, publicando hasta el momento las sagas Blanco y Negro, Rojo, Azul y Verde, Amarillo, Oro y Plata, Rubí, Zafiro y Esmeralda, X e Y y Sol y Luna.
México
La extinta editorial Toukan publicó 6 números en formato cómic grapa de aproximadamente 45 páginas en el 2002. 
En 2016, Panini Manga comienza a editar los volúmenes empezando por Black & White, al año siguiente comienza a publicar Red, Green & Blue. Por ahora ha publicado hasta Diamond & Pearl.

## Personajes
Cada uno de los jóvenes a quienes un profesor de cierta región, reconocido en el área de investigación Pokémon les concede una Pokédex, se les llama Zukan Soyuusha o como conocemos todos, es la traducción de Pokédex Holder (portador de la Pokédex)

### Kanto
Red (レッド - Reddo) / Rojo (nombre en las ediciones españoles)
Es el primer personaje principal de la serie y oriundo de Pueblo Paleta, poseyendo el título de Luchador (Fighter). Al principio era un entrenador principiante de 11 años quien, luego de vencer al Team Rocket, logra vencer a su rival Green en la Liga Pokémon, siendo el noveno campeón de Liga donde mantiene la supremacía de que los campeones de Kanto se originan en Pueblo Paleta. Luego después de un año, es derrotado por Bruno de la Élite 4 en Mt. Moon, congelado por Lorelei en una prisión de hielo y descongelado por Giovanni en la Saga Amarillo para derrotar a Bruno en la revancha y ayudar a Yellow con Green y Blue.
Dos años más tarde Saga Oro, Plata y Cristal luego de que se recuperara de la batalla contra la Élite 4. Allí toma el examen para ser Líder de Gimnasio de Ciudad Verde, pero rechaza tras haberlo conseguido puesto que sus manos y tobillos aun tenían el efecto del hielo que Lorelei usó para congelarlo, por lo que la Asociación Pokémon le cede ese puesto a Green y ayuda en la batalla contra Máscara de hielo.
Luego llega la saga Rojo Fuego/Verde Hoja en donde él y Green son atacados por un misterioso Pokémon que resulta ser Deoxys, también en un confuso incidente en que supuestamente el profesor Oak les quita sus Pokédex (amenazado por Orm, Sird y Carr, las tres bestias del Team Rocket) y ayuda a rescatar al abuelo de Green (Prof. Oak) y a los padres de Blue con quienes la chica se reencontraría gracias al regreso de Mewtwo que desea ayudar a Red y sus problemas de delirio (miedo de Deoxys por no derrotarlo) para enfrentar a Deoxys. Recupera su nueva Pokédex actualizada gracias a Blue y se entera por Yellow que Deoxys es "él mismo" cuando en los experimentos del Team Rocket, accidentalmente cae sangre de Red en "entidad dos" (hay dos Deoxys, el de Kanto y de Hoenn), esto cuando Giovanni tras ser derrotado por Red en la primera saga, toma la sangre restante que dejó él. Unido a Mewtwo, decide pelear contra Giovanni y Deoxys con sus cuatro formas en una revancha sin Team Rocket ni nada, solo campeón y retador. Red sale victorioso, aunque es petrificado junto a Yellow, green, Blue y Silver por Sird y su Pokémon adelantado: Darkrai (revelado en la saga Pearl, Diamond y Platinum)
En la Saga Esmeralda es salvado el deseo de Emerald a Jirachi, recuperando a sus Pokémon y viendo como Pika y Chuchu volvían a rescatarlos, Red se une a los ahora "10" Pokédex Holders contra Guile Hideout (que es Archie del team Aqua) con los cuatro ataques definitivos (Hidrocañón, Planta Feroz, Anillo Ígneo y el Placaje de Voltios). Su habilidad según el Profesor Oak son las Batallas Pokémon pues Red es, aunque muy fuerte, piadoso y no atacaría a un Pokémon con alguna desventaja. Tiene 16 años en Rojo Fuego y Verde Hoja. Ahora tiene entre 19 y 20 años según la Saga Omega Ruby/Alpha Sapphire donde aparece junto a Blue peleando ante Archie y Maxie y en el cual su Venasaur adquirió la Megaevolución.
Red está basado en el personaje jugador de Pokémon Rojo y Azul y en la versión como personaje jugador masculino en Pokémon Rojo Fuego y Verde Hoja, mientras que en anime su alter ego es Ash Ketchum, quien su diseño está basado en el personaje Rojo.
Su equipo Pokémon consiste en: Poli (Poliwrath su Pokémon inicial de niño), Saur (Venusaur, siendo capaz de megaevolucionar en la saga ORAS), Pika (Pikachu), Lax (Snorlax), Gyara (Gyarados que le dio Misty para cruzar a Isla Canela), Aero (Aerodactyl) y Vee (Espeon).
Green (グリーン - Gurīn) / Blue (nombre en las ediciones latinoamericanas) / Azul (nombre en las ediciones españoles)
Es el segundo personaje principal de la serie y proviene de Pueblo Paleta, poseyendo el título de Entrenador (Trainer). Tiene una hermana mayor llamada Daisy Oak. Es el más experimentado, el segundo más fuerte y además nieto del Profesor Oak. En el comienzo ya era un excelente entrenador que daba duros entrenamientos a sus Pokémon por la estigmatización del apellido y el reconocimiento de su abuelo el profesor Samuel Oak. Desde niño es enviado a ciudad Orquídea en Johto donde es entrenado por Chuck, líder de gimnasio de la misma ciudad en tipo lucha y allí se gana el merecimiento propio de entrenador y reconocer el orgullo de ser nieto de Oak. Ayudó en la batalla contra el Team Rocket y luego quedó en el segundo puesto en la Liga Pokémon. Más tarde en la Saga Amarillo, se dirigió a entrenar y es allí donde conoce a Yellow y por petición de su abuelo, la entrena para enfrentarse a la Élite 4 donde le relata que antes de entrar a la liga Pokémon, logró enfrentarse a Agatha de la misma organización que lideraba Lance. Tiene 16 años en la saga Rojo Fuego y Verde Hoja y actualmente tiene 19 o 20 en la saga Omega Ruby / Alpha Sapphire donde es mencionado por Red.
En la Saga Oro, Plata y Cristal, se convierte en Líder de Gimnasio Verde ya que notó que Red aún estaba débil de los tobillos y muñecas por Lorelei ante la Élite 4, participando en el Torneo de los Líderes de Gimnasio donde se reencuentra y lucha con su maestro Chuck (donde además gana con su nuevo Pokémon de gimnasio de tipo tierra: Rhydon) y descubre de que uno de los Líderes es el nuevo líder del Team Rocket. También ayuda en la batalla contra Máscara de hielo.
En la Saga Rojo Fuego y Verde Hoja se reencuentra con Red para recibir las nuevas Pokédexes y encontrándose con la sorpresa de que les eran arrebatadas. Al llegar a las islas Sevii, su abuelo es secuestrado con los padres de Blue y junto a Red, Blue, Lorelei, la anciana Kimberly (que enseña los ataques definitivos) y Mewtwo los rescatan. También ayuda a controlar a Silver una vez que descubre que el padre de éste es el anterior líder del Team Rocket, Giovanni. Luego es convertido en piedra con Red, Blue, Yellow y Silver.
En la saga Esmeralda y convertido en piedra, es transportado al Frente de Batalla con ayuda del plan de Oak, el capitán Britney de Hoenn y Scott (dueño del frente de batalla). Es reanimado por el deseo de Jirachi y colabora junto a los demás Pokédex Holders en la batalla contra Guile Hideout con los ataques definitivos. Su habilidad según el Profesor Oak es el Entrenamiento Físico y Mental de los Pokémon gracias a los conocimientos de artes marciales que le enseñó el líder de Ciudad Orquídea y su maestro, Chuck.
Green está basado en el personaje rival de Pokémon Rojo y Azul y en la versión Pokémon Rojo Fuego y Verde Hoja, mientras que en el anime su alter ego es Gary Oak. Además es el único Dex Holder en ser líder de Gimnasio.
Su equipo Pokémon consiste en: Scizor, Charizard (capaz de megaevolucionar a su forma Y en la saga XY), Machamp, Porygon2, Golduck y Rhydon (que más tarde se lo regala a Silver como Rhyperior). Candidatos son Alakazam, Pidgeot, Ninetales, Arcanine y Exeggutor que los usa en el gimnasio mientras su equipo mejorado lo utiliza en su deber como Dex Holder.
Blue (ブルー - Burū) / Green (nombre en las ediciones latinoamericanas) / Verde (nombre en las ediciones españoles)
Es la tercera protagonista de la serie, la primera femenina del Manga y la más veterana de los Dex Holders (es dos meses mayor que Red y tres meses que Green), poseyendo el título de Evolucionadora (Evolver). Antes de los sucesos de la serie, ella es secuestrada de su natal Pueblo Paleta a la región Johto por un Ho-oh controlado por Máscara de hielo. Debido a esto, ella creció con una ornitofobia (miedo a las aves). Sin embargo, era una niña muy astuta al principio de la serie, engañando e incluso coqueteando a Red para ganar dinero fácil durante la saga Rojo, Azul y Verde. También ayuda contra el Team Rocket con Red y Green y queda en el tercer puesto en la Liga Pokémon, siendo vencida por el "Doctor O" (Profesor Oak), quien se retiró del torneo ya que había ganado uno anterior (el primer campeón ante Agatha) y para ayudarla con la ornitofobia, reconociéndola además por su historia de vida como la tercera Pokédex Holder y la misma Pokédex que ella robó más el Squirtle (que ahora es un Blastoise).
En la Saga Amarillo, ella descubre que la Élite 4 piensa destruir a la raza humana utilizando un poderoso pokémon volador (Lugia). Ella cree que es éste el mismo quien la raptó y por eso le pide a Yellow que vaya a salvar a Red, no sin antes disfrazarla con un sombrero para no descubrir su identidad. Luego de que Yellow derrotara a Lance, tanto ella misma, Blaine, Bill y Green son los únicos que saben de la sexualidad de la rubia.
En la Saga Oro, Plata y Cristal, se reencontró con su compañero Silver quien también fue raptado por Máscara de hielo. Para vencer a su ornitofobia atrapó a las tres Aves Legendarias (Articuno, Zapdos y Moltres) cediéndole a Blastoise a Red camino a Monte Plateado ya que era su única forma de volar y usó a las tres aves en la batalla contra Máscara de hielo. Luego de que Gold derrotase a Pryce, el mismo criador le "toca su trasero" cuando se coloca en cuclillas para ver al Sunflora evolucionado del criador, ganándose un golpe de Silver.
En la Saga Rojo Fuego y Verde Hoja, descubre que sus padres viven en el Archi 7, (Saga de las Islas Sevii) pero son raptados por Deoxys cuando se reencuentra con ellos, ayudando a Red a superar el temor de enfrentarse a Deoxys. Blue también sigue siendo astuta con sus dotes de ladrona, ya que ella le cuenta a Red y Green la verdad de las Pokédex, de que Oak fue secuestrado por las tres bestias del Team Rocket y logra tomar las Pokédex actualizadas para ellos tres. Después de haber vencido al Team Rocket y ayudar a Silver con su relación hacia Giovanni, ella queda convertida en piedra con Red, Green, Yellow y Silver.
En la saga Esmeralda es transportada al Frente de Batalla y es reanimada por el deseo de Jirachi, colaborando junto a los demás Pokédex Holders en la batalla contra Guile Hideout (Archie). Su habilidad según el Profesor Oak es la Evolución, pues se entrenó en esto mientras estaba secuestrada por Máscara de hielo y los constantes cambios de ítems con Red (entre ellos la piedra lunar que evolucionó a su Clefairy a Clefable). Tiene 11 años en la Saga Rojo, Azul, Verde. 13 en la saga Oro, Plata, Cristal. 16 años en la saga Rojo Fuego y Verde Hoja. Ahora tiene 19 o 20 años en la saga Omega Ruby/Alpha Sapphire donde vuelve a luchar junto a Red tras ayudar a Bill que fue atacado por Archie y Maxie quienes robaron las piedras Rubí y Zafiro (que las tomó Giovanni en el final de la tercera generación).
El actual diseño de Blue está basado en los bocetos de "Leaf", la protagonista femenina de los juegos remasterizados de Pokémon Rojo Fuego y Verde Hoja, esto porque en las versiones iniciales no fue incluida debido al poco espacio del cartucho y porque las chicas no acostumbraban a jugar estos juegos. Ya a partir de Lyra y Haruka (protagonistas de la segunda y tercera generación respectivas) se incluye a Leaf/Blue en el juego.
Su equipo Pokémon consiste en: Wigglytuff (no tuvo mote por los eventos de Mask of Ice secuestrada, aunque actualmente la llama Wiggly) Blasty (Blastoise, capaz de megaevolucionar en la saga ORAS), Ditty (Ditto), Nido (Nidoqueen), Cleffy (Clefable) y Granbull.
Yellow (イェロー - I~erō) / Amarillo (en las ediciones españoles)
Es la cuarta protagonista de la serie. Su nombre completo es Yellow de Bosque Verde (Yellow de Tokiwa Grove), poseyendo el título de Sanadora (Healer). Ella era una niña dulce y tranquila que vivía en el Bosque Verde, pero entrando al lugar y perderse, fue atacada por un Dratini afectado por los experimentos del Team Rocket. Fue salvada por Red a quien desde entonces admira mucho. Un año después cuando se entera de que Red ha desaparecido, Blue le da instrucciones para que vaya a Pueblo Paleta a recoger a Pika (Pikachu de Red) quien fue el único que volvió de su batalla contra Bruno de la Élite 4, dándole además, un sombrero de paja que la hacía parecer un niño para que nadie sospeche y donde no debía revelarle a nadie su identidad, generando desconfianza del Profesor Oak quien no cree que es capaz de rescatar a Red pero que luego tiene sospechas de su habilidad. Muchos dudaban de la habilidad de esta chica (Oak anteriormente), pero se dieron cuenta de que no era normal, era una psíquica con un poder especial llamado Viridian Mind (Mente Verde) que le daba el poder de entender, curar y elevar el nivel de un Pokémon a su voluntad, pero se cansaba mucho al hacerlo muy seguido y además odiaba evolucionar a sus Pokémon.
En la batalla contra Lance, de la Élite 4, pelea junto a Blaine y Mewtwo con la cuchara del destino de Sabrina y se da cuenta de que Lance también tiene esta habilidad, descubriendo que también nació en ciudad Verde. Yellow lo reta a una batalla al decirle que Pokémon y personas si pueden ser amigos y que entiende su deseo de la protección de los Pokémon, pero rechazando el hecho de destruir a los humanos. Yellow logra derrotarlo al usar su Viridian Mind como último recurso para aumentar el nivel de sus Pokémon y evolucionarlos (incluyendo a su Graveler que solo evoluciona por intercambio), consiguiéndolo gracias a la ayuda de Red, Blue y Green dándoles energía a través de los hilos que dejó su ahora Butterfree y así calmar a la vez a Lugia, el Pokémon que Lance quería despertar para destruir a la raza humana.
En la Saga Oro, Plata y Cristal, su casa es atacada por el Neo Team Rocket y se va con su tío Wilton a la región Johto. Allí su nueva Pikachu (Chuchu) y el Pikachu (Pika) de Red tienen un huevo, el cual lo cuida Gold y que al nacer en plena batalla contra Mask of Ice lo llama Pitaro. Accidentalmente, ella despierta a las tres Bestias Legendarias (Suicune, Raikou y Entei), hecho crucial en el desarrollo de la serie. Cuando Mask of Ice atrapa a Gold en el tiempo, Blue que escapó de niña con Silver se llevó las dos plumas (plateada de Lugia y arcoíris de Ho-oh) y las oculta en el sombrero de Yellow. Gold al saber que ella las tiene, la obliga a quitarse el sombrero para atravesar el tiempo (salvo Green y Blue que ya sabían) y Gold, Silver y Crystal descubren que en realidad era una chica, provocando a la vez el impacto de Red. Ayuda también en la batalla contra Máscara de hielo.
En la Saga Rojo Fuego y Verde Hoja, ayuda a Silver a descubrir el misterio de su familia y descubren que el padre de éste es Giovanni. También ayuda a Red a descubrir la conexión de él con Deoxys. Participa en la batalla contra Deoxys y el Team Rocket, pero al usar en demasiada cantidad el Viridian Mind en plan de Sird, se desmaya al finalizar la batalla. Es convertida en piedra junto a sus compañeros.
En la Saga esmeralda es transportada al Frente de Batalla, y reanimada por el deseo de Jirachi, colaborando junto a los ya "10" Pokédex Holders en la batalla contra Guile Hideout con Chuchu, Pika y Pitaro con el Placaje de Voltios, ataque definitivo del tipo eléctrico. Dada su habilidad para curar Pokémon a voluntad usando el Viridian Mind, según el Profesor Oak su especialidad es la Curación Pokémon. Tiene 14 años en la saga Rojo Fuego y Verde Hoja. Actualmente tiene 17 años por una mini aparición que hizo en la saga Heart Gold / Soul Silver, no como ella, sino como el disfraz exacto que Petrel usó para engañar a Lance y derrotarlo después de que el maestro dragón mandara las invitaciones del Pokéathlon a Gold, esto tomando en cuenta de que Yellow es un año mayor a Gold, Silver y Crystal.
Su equipo Pokémon consiste en: Ratty (Raticate su primer Pokémon que Red ayuda a capturar), Chuchu (Pikachu) Dody (Dodrio que antes fue un Doduo que le dio su tío, Kitty (Butterfree), Gravy (Golem que era un Graveler dado por Brock) y Omny (Omastar que era un Omanyte dado por Misty).
- En las versiones de inglés y japonés, su apodo de encubierta por Blue es en español: "Amarillo del Bosque Verde".
- Según la PokéSPedia (lanzada el 8 de agosto de 2017 por el vigésimo aniversario de Pokémon Special), tanto ella como Misty están enamoradas de Red.[1]

### Johto
Gold (ゴールド - Gōrudo)
Es el quinto personaje principal de la serie, poseyendo el título de Criador (Hatcher). Es de Pueblo Primavera y desde pequeño ha vivido en compañía de Pokémon, por eso sus vecinos le llamaban el "Chico Pokémon". Pide prestado un Cyndaquil del Profesor Elm (posteriormente se lo queda y lo llama Explotaro), para perseguir a Silver quien robó un Totodile sin saber el por qué de sus acciones. Luego se vuelven rivales, compañeros y amigos. Es cuidadoso pero alocado y con una debilidad por las chicas reflejándose cuando conoce a Bugsy en las ruinas Alpha y le invita a una taza de té, a lo que Bugsy responde que era un chico y no una chica, y cuando quería rescatar a Crystal de un barco camino al enfrentamiento de los líderes de gimnasio. Gold hace cosas que no debería hacer, pero es valiente como cuando entró al vórtice del tiempo creado por Celebi para perseguir a Máscara de hielo usando las plumas arcoíris y plateadas del sombrero de Yellow para partir en él y logra vencer a Pryce, líder de Gimnasio de pueblo Caoba, quien era el mismo enmascarado, pero tanto él como el villano quedan atrapados en el tiempo y con una vieja canción y el reencuentro del pequeño Lapras con sus padres, logran que enmiende su rumbo y salva a Gold del vórtice del tiempo. Luego le pide ayuda a Red para que lo entrene y así derrotar en una revancha ante Silver. Red accede y se entrenan en Monte Plateado.
Reaparece en la Saga Esmeralda dónde no aparece hasta las últimas partes. Fue enviado junto a Crystal para ayudar a Ruby, Sapphire y Emerald a detener a Guile Hideout, quien resulta ser Archie del Equipo Aqua, y recuperar a Jirachi, el Pokémon de los Deseos y así revivir a los petrificados Red, Green, Blue, Yellow y Silver.
Más tarde en la saga Heart Gold / Soul Silver, recibe una invitación al Pokéathlon donde Lance (redimido totalmente) necesitaba ayuda del Profesor Oak para enviar un Dex Holder de Johto y así ir en busca de Arceus, donde los nuevos generales del Team Rocket (Petrel, Protón, Ariana y Archer) buscan hacerse con él. Logra ganar todas las 10 medallas del Pokeathlon donde además conoce al nuevo Alto Mando de Kanto-Johto con Koga, Bruno, Will y Karen, quienes se unieron durante el final de la segunda generación y encontrando a un malherido Dragonite que era de Lance. Luego se dirige a donde está Morty para saber del paradero de Lance y devolverle su Dragonite, donde se reencuentra con Silver en ciudad Iris para luego desaparecer con él y Crystal al reino Sinhjoh. Archer, Ariana, Protón y Petrel capturan a Arecus para crear a los legendarios del tiempo, espacio y antimateria: Dialga, Palkia y Giratina, solo que más que ser capturado por los generales del Team Rocket, Arceus ponía a prueba el corazón de los entrenadores para evitar la destrucción que ocurriría en Sinnoh y Johto advertido por un también redimido Pryce (quien vuelve del tiempo por Celebi), Lance (que fue engañado por Petrel disfrazándose de Yellow) y Giovanni, padre de Silver. Gold se enfrenta a Arceus para calmar su corazón, comprendiendo además que el motivo de Arceus de ponerlos a prueba fue que Gold no era apegado a Togetaro (Togepi evoluciona por felicidad y apego, cosa que se sintió celoso de Aipom que si evolucionó a Ambipom) ya que Crystal si lo fue al intentar capturarlo y Silver al reunir sus tablas lo consiguieron, a lo cual Gold logra entender su corazón haciéndolo evolucionar a Togetic y más tarde con la piedra Día que Lance le dio, a Togekiss.
Luego de calmar a Arceus y evitar la destrucción de Johto-Sinnoh, advierte sobre el nuevo atuendo de Crystal (que se sonrojaba al creer que Gold se burlaría de ella o de que le agradaba el atuendo más sexy) cuando en realidad le iba a decir un comentario más menos de que se veía linda (intuido por rumor ya que no se sabe qué fue lo que quería decir) a su estilo pervertido, siendo golpeado por Crystal antes de que dijera algo de su atuendo nuevo comprado por la extravagante madre y coordinadora de esta. Se va a la guardería con los abuelos en Sinnoh donde encuentra un huevo de Lax (Snorlax de Red) y la Snorlax de Emerald, del cual se supone vendría siendo el Lax de Diamond (esto porque Heart Gold/Soul Silver se ubica antes de Diamond/Pearl/Platinum). Gold es recordado por los abuelos de la guardería cuando ellos les cuentan a Platinum, Pearl y Diamond de que "había un Dex Holder que era capaz de descubrir la personalidad de un Pokémon al solo nacer."
Dado que ha vivido toda su vida con Pokémon y saca todo el potencial de uno recién nacido, su habilidad según el Profesor Oak es la Crianza Pokémon. Tiene 10 años en la tercera Saga suya, 13 años en la saga Esmeralda y 16 en las sagas Heart Gold y Soul Silver.
Gold está basado en el personaje jugador de Pokémon Oro, Plata y Cristal, y en la versión como personaje jugador masculino de Ethan (inglesa) y Hibiki (japonés) en Pokémon Oro Corazón y Plata Alma, mientras que en el anime su alter ego es Jimmy, protagonista principal del especial Raikou, La Leyenda del Trueno (Crónicas Pokémon).
Su equipo Pokémon consiste en: Ataro (Ambipom su primer Pokémon Aipom), Explotaro (Typhlosion, mote por la llameante espalda que parecía explotar), Poltaro (Politoed que obtuvo en una batalla doble con Silver e intercambiado con Roca del Rey ante el Seadra con escama dragón del chico plateado), Sintaro (Sunflora), Sutaro (Sudowoodo) y Togetaro (Togekiss). Candidatos son Mantaro (Mantine y varios Remoraid pegados a éste) y Pítaro (Pichu que obtuvo de Pika y Chuchu, los Pikachus de Red y Yellow respectivos).
Silver ( シルバー Shirubā)
Es el sexto personaje principal de la serie, poseyendo el título de Intercambiador (Exchanger). Al igual que Blue, fue raptado muy pequeño por Ho-oh de su hogar. Blue y él escaparon de su captor y se enfrentaron a Charmaine, Keane, Will y Karen (estos dos últimos se remiden y luego serían parte de la nueva Élite 4 de Kanto/Johto) del "Neo Team Rocket" en el proceso. Tras escapar, Blue se dirigió a Kanto y Silver se quedó en Johto. Luego al igual que Blue robó un Squirtle, él robó un Totodile y es entonces cuando conoce a Gold con quien luego se amistaría. Es reservado y como su amiga Blue es astuto para conseguir, cambiar y pedir prestado Pokémon, se podría decir que siente aprecio y respeto hacia Blue, casi como una hermana mayor (cuando golpea a Gold por "manosearle" el trasero en el fin de la saga Gold, Silver y Crystal). Durante su viaje por Johto descubre que el Neo Team Rocket comandados por Máscara de hielo, es quien lo raptó de pequeño, estaban alborotando a los pokémon. Finalmente lucha contra su raptor junto a los otros protagonistas hasta ese momento (excepto Gold).
En la Saga Rojo Fuego y Verde Hoja reaparece buscando su pasado, de lo único que recuerda se encuentra en Ciudad Verde, descubriendo de paso que su padre es nada más y nada menos que el jefe del Team Rocket: Giovanni, quien quería encontrar a Silver para que se una al Team Rocket, pues tenía una enfermedad mortal. Finalmente, tras conocerlo, supuestamente lo pierde después de salvarlo de un incendio, y es cuando Silver lo reconoce como padre. Cuando se acabaron con los planes del Team Rocket, un rayo lo convierte en piedra junto a sus compañeros y es posteriormente transportado al Frente de Batalla, y reanimado por el deseo de jirachi, colabora junto a los demás usuarios de Pokédex en la batalla contra Guile Hideout.
Luego llegaría la saga Heart Gold /Soul Silver donde busca a Lance quien desaparece, encontrándose con la prima de éste, Clair y líder de gimnasio de ciudad Endrino para averiguar su paradero, luego encuentra a Eusine "el buscador de Suicune" y Petrel, este último general del Team Rocket que cuenta que el mismo derrotó a Lance disfrazándose de Yellow, la única persona que lo venció antes y del cual tiene respeto. Luego se va a ciudad Iris en busca de Morty para averiguar el paradero de Lance, reencontrándose con Gold y Crystal en busca de las tablas de Arceus, encontrándolas para que luego el Pokémon Alfa los ponga a prueba. Luego de que Gold calmara a Arceus, Silver descubre que Giovanni tenía una enfermedad terminal y el Pokéathlon era la forma de recrear la travesía del guerrero Pokémon para ir en busca del legendario que cura enfermedades, que resulta ser Celebi. Giovanni se recupera por completo y reforma al Team Rocket, ofreciéndole a Silver unirse a él. Silver lo rechaza por los actos del Team Rocket contra los Pokémon y está esperanzado en que su padre cambie al bien.
Como Blue, también entrenó mientras estaba secuestrado por Máscara de hielo y según el Profesor Oak, su habilidad es el Intercambio mediante Pokémon. Tiene 13 años en la saga Esmeralda y 16 en Heart Gold / Soul Silver.
Además de Diamond, Silver aunque parezca algo frío y de poco afecto (aunque se preocupa de los suyos), es un gran fan y el número uno de la serie de Anime Mecha "Proteam Omega" que el director de Radio de ciudad Trigal hizo con los Pokémon de Red (Especial: Red y Pika 2011 de Pokéspe), ya que al ver el guion, su deseo fue verlo animado y viéndolo todos los días en casa de Gold.
Silver está basado en el personaje rival de Pokémon Oro, Plata y Cristal y en la versión Pokémon Oro Corazón y Plata Alma, mientras que su alter ego en el anime podría ser Paul por su parecido en la indiferencia y debilidad de otros Pokémon al comienzo (aunque en el opening japonés del especial Raikou, La Leyenda del Trueno (Crónicas Pokémon) se puede ver un Entrenador Pokémon, sin nombre, idéntico a Silver y con un Nidoking).
Su equipo Pokémon consiste en: Weavile, Honchkrow, Feraligatr, Ursaring (que se lo lleva Giovanni), Kingdra (intercambiando su Seadra con escama dragón con el Poltaro de Gold con Roca del Rey) y Gyarados (rojo). Candidato es Rhyperior que fue un regalo de Green más el libro "secretos de la Tierra" que era de Giovanni como líder de gimnasio.
Crystal (クリスタル - Kurisutaru) También conocido como Crys (クリス - Kurisu)
Es la séptima protagonista de la serie, poseyendo el título de Capturadora (Catcher). Es de Ciudad Violeta y ayuda en la Escuela Pokémon que hay allí. Su madre (que después se convierte en una coordinadora extravagante) la entrenó en capturas Pokémon desde pequeña, pero debido a una brusca caída luego de que un Arcanine salvaje y herido la asustó (que más tarde sería su Pokémon), terminó fracturándose los brazos y por ello se acostumbró a usar sus piernas para lanzar Pokéballs, incluso, después de que sus brazos se recuperaran por completo. El Profesor Oak la envió a ayudar a Gold en su misión contra el Team Rocket intentando capturar a Suicune (pero falla, ya que Misty es la elegida y después Crystal toma su lugar ante Máscara de Hielo), al principio llevaron una relación meramente profesional, pero finalmente se hicieron amigos. Al final ayuda en la batalla contra Máscara de hielo. Al ser profesional en capturas (aunque muy joven para serlo) ha capturado todos y cada uno de los Pokémon de Kanto, Johto, Hoenn y probablemente también de Sinnoh, excepto a los Legendarios a quienes solo tiene información de vista (pero que también se consideran información de la Pokédex).
Esta habilidad de conocer a cada uno de los Pokémon de todas las regiones es parte de su misión cuando reaparece en la Saga Esmeralda, de ayudar, vigilar y prestar sus muchos Pokémon a Emerald. Aparte de eso, tuvo que investigar sobre Guile Hideout, con quien finalmente se enfrentó con Gold junto a sus compañeros para recuperar al Pokémon de los Deseos (Jirachi) y poder revivir a sus compañeros petrificados.
En la saga Heart Gold / Soul Silver, Crystal va en busca de Arceus, el cual abre su corazón e incluso casi dejándose capturar. Luego pelea contra Ariana de los nuevos generales del Team Rocket, siendo derrotada pero para ganar tiempo con Silver que se encontraba buscando las Tablas del Pokémon Alfa. Al reencontrarse con Gold en el reino Shinjoh, este descubre su nuevo atuendo, lo cual después de que el criador calmase a Arceus, le propinara un golpe antes de decir algún comentario de burla en su vestimenta adquirida por su madre que ahora es coordinadora extravagante (aunque la mayoría cree que Gold diría que se ve más sexy en su estilo).
Crys es muy inteligente y como es profesional en capturas al entrenarse desde pequeña, su habilidad según el Profesor Oak es la Captura Pokémon. Tiene 13 años en la saga Esmeralda y 16 en Heart Gold / Soul Silver.
Crystal no está basada en ningún personaje del de Pokémon Oro y Plata, pero en el Pokémon Cristal y la versión Pokémon Oro Corazón y Plata Alma el personaje jugador femenino ( y primera protagonista femenina del juego) está basado en ella, mientras que en el anime tiene dos su alter ego es Marina y la Lira, Marina es protagonista principal del especial Raikou, La Leyenda del Trueno (Crónicas Pokémon) y reaparece en dos cameos en la décima temporada, Diamante y Perla, y Lira trabaja con Ash y sus amigos viajaron con sus amigos Khoury, Marina y Lira de Crystal con diferente personalidad.
Su equipo Pokémon consiste en: Tupeon (Xatu), Mega (Meganium), Champeon Hitmonchan, Cupeon (Cubone), Parapeon (Parasect) y Arcapeon (Arcanine). Candidato es Smoopeon (Smoochum) posiblemente un Pichu hembra (por las coletas en las orejas de la saga HG/SS en referencia a ella y a Gold/Pitaro) y Mr. Mime.

### Hoenn
Rubí (ルビ - Rubi)
Es el octavo personaje principal de la serie, poseyendo el título de Encantador (Charmer). Antes vivía en Ciudad trigal, Johto, con su madre y su estricto padre líder de gimnasio, Norman. Ruby es vanidoso y un poco presumido.
La personalidad actual de Ruby es totalmente opuesta a la de su infancia: él era un amante de los combates e incluso era una nueva promesa de entrenador Pokémon con el mismo talento de Norman. Se hizo amigo de Sapphire (cinco y cuatro años respectivamente) cuando su padre daba el examen para Líder de Gimnasio y mientras jugaba con ella, un Salamence los atacó y después de luchar contra él, el Pokémon Dragón huyó molesto y liberó al Rayquaza que la Federación Pokémon estudiaba. Norman, al descubrir lo que su hijo había causado, asume la culpa y es enviado a buscar a Rayquaza dejando a su familia. Ruby al desconocer las causas de su partida y al tratar de defender a la chica, el Salamance le dejó una cicatriz en el lado izquierdo de su frente y se da cuenta de que Sapphire vio la parte más dura y ruda de él, por lo que posiblemente la haya traumado. A causa de esto se alejó de los combates y entrar al mundo de los concursos y la belleza Pokémon.
Luego de que se mudaron a Hoenn porque su padre se convirtió en Líder de Ciudad Petalia, escapó el día de su cumpleaños para ser coordinador (cosa que a su padre le molestaba mucho pues él quería que fuera entrenador cómo él, pero que en su cumpleaños le iba a dar el permiso para ser coordinador), encontrando al Profesor Birch en el camino y luego a su hija Sapphire, que resultaba ser la misma con quien jugaba de pequeño, aunque no la reconoció al no recordar su rostro, al igual que ella. Hicieron una apuesta a ver quién conseguía las medallas (en el caso de Sapphire) y las cintas (en el caso de Ruby) en un plazo de 80 días, conociendo al maestro de los concursos Pokémon y además actual campeón de la Liga, Wallace, quien lo toma como alumno. Esta apuesta fue interrumpida por los planes de los Equipos Magma y Aqua para controlar a Groudon y Kyogre respectivamente y cambiar el mundo. En la batalla fallecen Steven Stone, Marge (exmiembro del Team Magma y ex-coordinadora) y Norman, a quienes Ruby revive liberando a su más secreto Pokémon, Celebi, el Pokémon viajero del tiempo que lo obtiene después de la pelea entre Gold y Mask of Ice.
En la Saga Esmeralda participa en el Frente de Batalla luego de la ceremonia de bodas de Wallena, la prima de su amigo Wally como padrino y en compañía de Wallace. El barco S.S. Marea desembarcó en el Frente de Batalla dónde conoció y combatió contra Emerald, siendo derrotado por él y recordándole que el Sceptile que posee era el que iba a recibir. Luego, ayudó a atrapar y desenmascarar a Guile Hideout. Es muy bueno en los Concursos Pokémon ganando todos los concursos de Hoenn, tan sólo faltando el de Calagua por culpa de los Equipos Magma y Aqua que logró en el último día de la apuesta, al igual que Sapphire. Tiene 12 años en la saga Esmeralda y ahora tiene 15 en la saga Omega Ruby / Alpha Sapphire.
En la Saga Omega Ruby / Alpha Sapphire, dice que planea retirarse de los concursos debido al meteorito que caía hacia Hoenn y nuevamente se involucra con Latias para investigar al responsable. Usando su mega piedra con Latias (Mega Latias), descubren que Zinnia de los Draconid fue la responsable de liberar a Rayquaza años atrás y que generó el incidente de Ruby y Sapphire cuando eran niños. Rayquaza ataca a Zinnia a pesar de ser la heredera del clan Draconid debido a que ella atacó a Ruby quien ya montaba al legendario Pokémon para aprender Ascenso Draco. Zinnia finalmente con ayuda de los Stone, la sorpresiva aparición de Giovanni, Red y Blue, permite qué él y Sapphire viajen al espacio, sin antes que Ruby le pidiese a la chica que lo acompañase y confesando parte de sus sentimientos sin la amnesia que ocurrió hace 5 años atrás. Ambos pelean ante Deoxys (entidad dos de la saga Fire Red / Leaf Green) y salvan Hoenn del meteorito, participando en el concurso que ambos se prometieron participar.
Ruby está basado en el personaje jugador masculino de Pokémon Rubí, Zafiro y Esmeralda, mientras que en el anime su alter ego es Bruno, que tiene breves apariciones en 4 películas Pokémon, en los openings, en donde se deduce que es un Entrenador Pokémon y no un Coordinador.
Ruby revela estar enamorado de Sapphire cuando ella le cuenta la historia del chico que la salvó del Salamance en la isla espejismo (junto a Juan, Tate y Liza en un entrenamiento especial), él no creía que la chica resultara ser ella y termina también diciéndole que le gustaba. También la lanza al coche aéreo de Wallace para protegerla diciendo "también me gustas, desde la primera vez que nos conocimos" y es donde muestra su cicatriz que Sapphire recuerda. Pero como usó a Celeb para estar en un futuro ligeramente diferente con Steven, Norman y Marge (ex team Magma que participaba en el pasado en concursos) que revivieron y para que Celebi destruyera las dos esferas, no recuerda haberle confesado nada y menos que Sapphire le haya dicho que estaba enamorada de él. En la saga Omega Ruby/Alpha Sapphire se confirma que la amnesia es fingida y que si recuerda la confesión suya de amor y de Sapphire en Isla Espejismo cuando le recalca a Zinnia de la cicatriz del Salamance en la saga RO/ZA que ocurrió hace 10 años atrás.
Su equipo Pokémon consiste en: Ruru (Kirlia), Coco (Delcatty), Nana (Mightyena), Zuzu (Swampert), Popo (Castform) y Mimi (Milotic). Candidato es Plusle y prestado a Diancie.
- Según la PokéSPedia, son la única pareja canónica entre Pokédex Holders del manga.[1]

Sapphire (サファイア - Safaia)
Es la novena protagonista de la serie, poseyendo el título de Conquistadora (Conqueror). Su padre, el Profesor Birch, es muy amigo de Norman y una vez fueron a visitarlos a la región de Johto. Allí jugando con Ruby, molestaron a un Salamence y Ruby la protegió, provocando que el Salamance con un ataque "Garra Dragón" lo lastimase, dejándole una cicatriz en el lado izquierdo de su frente. Esto la hizo cambiar de ser una niña reservada y educada, a ser salvaje y atrevida, ya que no quería dejar que sus seres amados fuesen lastimados por su debilidad, especialmente Ruby del cual está enamorada desde pequeña y sin saber que años más tarde era el mismo con el cual se encontró en una de las cuevas de villa Raíz, a tal punto que hacía su vestimenta de hojas hasta que se reencontró con Ruby sin reconocerlo y éste le regaló un conjunto de ropa tomando las medidas de Sapphire mientras estaba inconsciente.
Con Ruby hizo una apuesta de ganarle a todos los Líderes de Gimnasio en un plazo de 80 días, conociendo a Winona, líder de gimnasio de ciudad Arborada y maestra, ganándole a todos excepto a Norman debido a los planes de los Equipos Magma y Aqua donde ayuda a Steven a despertar a los tres Regis legendarios: Registeel, Regirock y Regice con su Relicanth y Wailord, cumpliendo la promesa de 80 días en el último día al igual que Ruby.
Regresa en la Saga Esmeralda y va al Frente de Batalla en el S.S. Marea, celebrando la boda de Wallena donde hay bromas entre ella y Winona (por la confesión de amor en isla Espejismo y de que Winona está enamorada coincidentemente de Wallace desde antes, jugando con la relación amorosa entre maestros - Wallace y Winona con el llamado "GracefulShipping" - y de sus alumnos - Ruby y Sapphire con el "FranticShipping"-). Allí participa en la Cúpula de Batalla contra Tucker, siendo derrotada en semifinales. Ayuda a atrapar y desenmascarar a Guile Hideout donde ven que era el mismo Archie que intentaba capturar a Jirachi, el cual lo usaron para regresar a los petrificados Red, Blue, Green, Yellow y Silver. Ella lucha con sus Pokémon sólo en los combates de Gimnasio y Batallas Oficiales, no contra cualquiera. Tiene 11 años en la saga Esmeralda. Ahora tiene 14 años en Omega Ruby / Alpha Sapphire que está en desarrollo (Capítulo 17 en japonés, 14 en el traducido a inglés y español).
Sapphire está basada en el personaje jugador femenino de Pokémon Rubí, Zafiro y Esmeralda, mientras que en el anime su alter ego es Aura, con la única diferencia que Aura es una Coordinadora Pokémon e hija de Norman.
Sapphire le confiesa a Ruby antes de partir de la Isla Espejismo (donde entrenó con el chico, Juan, Tate y Liza en duelos dobles) que estaba enamorada de él, incluso diciendo que lo amaba más que el chico que la salvó del Salamance, incluso suplicándole que no regrese a Johto y se quede en Villa Raíz con ella. Allí Ruby la protege en el coche de Wallace y le muestra la cicatriz que el mismo Salamance le dejó, respondiéndole que también le gustaba desde niños. Tras vencer a Archie y Maxie, ambos terminan su promesa de 80 días y se reencuentran en la base secreta de Sapphire que Ruby redecoró. La chica pensaba que no recordaba nada de lo que sucedió (por Celebi como Pokémon del tiempo) e intentaba decirle nuevamente la confesión de amor, pero una entrevista en televisión la interrumpe y regresa con Ruby a Villa Raíz por su cumpleaños (el día 80 cayó en el cumpleaños de Sapphire) y a la vez celebrar el cumpleaños de Ruby que fue interrumpido. Ella no sabe que Ruby finge amnesia.
Su equipo Pokémon consiste en: Rono (Aggron), Toro (Blaziken), Walo (Wailord), Dono (Donphan), Pilo (Tropius) y Relo (Relicanth). Candidato es Minun y Kiruru, un Gallade en la saga ORAS al evolucionar con Piedra Alba.
Emerald (エメラルド - Emerarudo) También lo llaman Rald solo sus amigos, más Latios y Latias.
Es el décimo personaje principal de la serie, poseyendo el título de Apaciguador (Calmer). Él es impulsivo y no le gusta la idea de formar vínculos afectivos con los Pokémon debido a que, teniendo extremidades muy cortas, comenzó a depender de los Pokémon, lo que causaba burlas de otros niños, por lo que decide no querer tener Pokémon y diseña un extravagante traje que le ayuda con su incapacidad.
Es huérfano y después de huir de distintos hogares llega a Johto donde conoce y llega a admirar a Crystal, en el orfanato hasta que ella es enviada en la misión del profesor Oak, lo que lo impulsa a querer ser un usuario de Pokédex. Iba a recibir un Treecko del Profesor Abedul, pero debido a la catástrofe de la región Hoenn, el Treecko quedó en manos de Wally, quién lo evolucionó en Grovyle y tras liberar a Rayquaza, éste desapareció. Wally lo buscó mucho pero no pudo encontrarlo y el Grovyle terminó como Sceptile en la Fábrica Batalla en el Frente de Batalla. Luego, Emerald fue enviado a ese lugar por petición del Profesor Oak y Crystal para atrapar a Jirachi por una misión secreta (revivir a sus compañeros petrificados), pero debía hacerlo en siete días pues ese era el tiempo en que Jirachi estaba despierto cada milenio. También reta a cada uno de los Líderes del Frente de Batalla, recuperando a Sceptile, que originalmente iba a ser suyo en la Fábrica Batalla. Como es muy arriesgado, gana mala fama en la competencia haciéndoles creer que fue él quien atacó a Sabino, pero en realidad fue Guile Hideout para conseguir la ubicación de Jirachi. Luego conoció a Ruby y Sapphire en la Cúpula Batalla y posteriormente a Gold su reencuentro con Crys y los cinco Dex Holder pefrificados, quienes habían llegado a ayudar a enfrentar a Guile Hideout. Emerald recupera esa confianza en los Pokémon y revive el amor hacia sus compañeros de batalla.
Cabe resaltar que Emerald jamás atrapó a ningún Pokémon, los que tiene lo siguieron tras luchar con él mismo, y los que usó en sus batallas oficiales fueron prestados por Cristal. También es amigo de Latios y Latias, quienes lo ayudan a cumplir sus misiones en el Frente de Batalla. Tiene 11 años en la saga Esmeralda y ahora tiene 14 en Omega Ruby / Alpha Sapphire.
Su equipo Pokémon nuevo consiste en: Sceptile, Sudowoodo, Dusclops, Mr. Mime, Mantine y Snorlax.

### Sinnoh
Diamond (ダイヤモンド - Daiyamondo ) También conocido como Día (ダイヤ - Daiya)
Es el decimoprimer protagonista de la serie, poseyendo el título de Empatizador (Empathizer). Es parte de un dúo de comediantes con su mejor amigo, Pearl, siendo el chico gracioso que remata los Manzai (traducción de actos de comedia) con chistes de comida. Luego, ellos conocen a Platinum Berlitz, quien los confunde con sus guardaespaldas (le dijeron que ellos usaban bufandas rojas y verdes) y les prometió un premio, dado que ella es millonaria, si la llevan al Monte Corona. Ella le dio un Turtwig, una Pokédex y un Poké-Reloj. Él es fanático de la comida y es el chico relajado del dúo comedia, pero no es tan tonto como lo pintan, pues hace razonamientos muy lógicos cuando hay un asunto serio, como cuando Berlitz es raptada por el Equipo Galaxia y cuando se enfrenta a Cyrus del Team Galaxia y al mismo Giratina junto con Platinum y Pearl sobre Dialga, Crescelia y Palkia en el mundo Distorsión. Al ser aficionado de la comida le gusta cocinar Pokochos. Es relativamente bueno en las batallas disfrazándose él y sus Pokémon para hacer más real un entrenamiento. Tiene 12 años.
Diamond tiene un instinto algo natural para juzgar cómo se siente un Pokémon y puede ser bastante observador cuando algo despierta su interés. Él es impulsado por la emoción, lo que explica su asociación con Mesprit.
Diamond está basado en el personaje jugador masculino de Pokémon Diamante, Perla y Platino, mientras que en el anime su alter ego es León, que tan sólo ha aparecido en la 11.ª película Pokémon.
Diamond además de Silver, es fanático del Anime Mecha "Proteam Omega".
Su equipo Pokémon consiste en: Lax (Munchlax), Wig (Torterra), Don (Bastiodon), Licky (Lickilicky), Wine (Mamoswine) y Gigas (Regigigas.
Pearl (パール - Pāru)
Es el décimo segundo protagonista de la serie y oriundo de pueblo Hojaverde, poseyendo el título de Perseverador (Determiner). Su padre es el As del Frente de Batalla de Sinnoh. En el dúo comedia representa al chico amargado. Es muy impulsivo y muy ocasionalmente golpea y corrige a Día. Cuando conoce a Berlitz, ésta lo confunde con uno de sus guardaespaldas y le promete una recompensa si la llevan al Monte Corona. También le da un Chimchar, una Pokédex y un Poké-Reloj. En su travesía enfrentan ciertos peligros con Pokémon salvajes atacando constantemente a Berlitz, y es Pearl quien siempre está listo para luchar. No le gustan los concursos, él prefiere las batallas y ayuda a Berlitz a entrenar para sus Batallas de Gimnasio. Es mucho más ambicioso que Día y a veces envía a su Chatot a oír conversaciones. Termina ayudando a Platinum en el frente de Batalla y en el Mundo Distorsión con Día ante Pluto, el nuevo villano. Tiene 12 años.
En comparación con Diamond, Pearl es apresurado y se enoja fácilmente y, según Diamond, siempre se esfuerza por completar las cosas que ha comenzado, lo que refleja la virtud con la que está alineado: la fuerza de voluntad, que también lo asocia con Azelf. Pearl también es muy mandón y generalmente le dice a Diamond y Platinum qué hacer.
Pearl está basado en el personaje rival de Pokémon Diamante, Perla y Platino, mientras que en el anime su alter ego es Barry.
Su equipo Pokémon consiste en: Chatler (Chatot), Chimler (Infernape), Rayler (Luxray), Zeller (Buizel), Digler (Diglett) y Tauler (Tauros)
Platinum Berlitz (プラチナ-ベルリッツ – Purachina Berurittsu)
Es la decimotercera protagonista de la serie, poseyendo el título de Conocedora (Understander). Es una chica millonaria, excéntrica y algo presumida, pero parece que le importan sus amigos (Diamond y Pearl). Su apellido es Berlitz, y antes del anuncio del juego Pokémon Platino, su nombre era desconocido, ella sólo se lo daba a Líderes de Gimnasio (y siempre un globo de texto lo tapaba). Ella debe viajar al sagrado Monte Corona para hacer su propio escudo familiar y por eso contrata a dos guardaespaldas que ella los confunde con Diamond y Pearl. Para ayudarla, el Profesor Rowan le da un Turtwig y un Chimchar para sus guardaespaldas y un Piplup para ella. Es muy importante que ella llegue al Monte Corona y por eso el Equipo Galaxia la busca para raptarla y crear las cadenas que formaban a Dialga y Palkia. Luego se dirige al mundo Distorsión con Pearl para salvar a Día, luchando contra Giratina y Pluto, derrotándolos y escapando de él. Es muy competitiva y participa en toda Batalla de Gimnasio y Concurso Pokémon que haya en las ciudades. También parecía que era un poco ludópata, pero lo usa como método de entrenamiento en la ruleta del Frente de Batalla de Sinnoh. Tiene 12 años.
Ella es muy inteligente como resultado de leer muchos libros durante su infancia. Sin embargo, desde que comenzó su viaje, decidió que es mejor experimentar lo más posible. Por esta razón, Platinum desafía a los gimnasios de Sinnoh y también asume otros desafíos, como los Superconcursos Pokémon. Ella ha mostrado una tendencia natural a reconocer patrones y tiene un conocimiento casi enciclopédico de varias áreas de Sinnoh y Pokémon en general, aunque hacia el comienzo de su viaje, tuvo dificultades para lidiar con Pokémon salvajes. A pesar de su naturaleza, Platinum originalmente tuvo problemas para administrar su dinero, pero fue capaz de superar esto en su desafío del Castillo de batalla. Debido a su gran conocimiento, ella está asociada con Uxie.
Platinum está basada en el personaje jugador femenino de Pokémon Diamante, Perla y Platino, mientras que en el anime su alter ego es Maya, con la diferencia que Maya es solamente una Coordinadora Pokémon.
Su equipo Pokémon consiste en: Rapidash, Empoleon, Lopunny, Pachirisu, Cherrim y Froslass.

### Teselia
Black (ブラック - Burakku)
Es el decimocuarto protagonista de la serie, poseyendo junto a White el título de Soñador (Dreamer). Su sueño es ganar la Liga Pokémon y es un chico bastante decidido en sus sueños, gritándolos a viva voz en acantilados y cimas de montañas: "¡Voy a ganar la liga Pokémon!¡Prepárate Alto Mando! ¡Prepárate Campeón Alder!), los cuales al ser excesivos y no lo dejan pensar claramente, son comidos por Musha, su Musharna para así pensar con facilidad de lo blanco a lo negro en las batallas y aclarar sus pensamientos. Cheren y Bianca son sus mejores amigos, apoyando en todas sus metas desde niños y especialmente cuando pelean contra el equipo Plasma y su ideal de "liberación de Pokémon" contra Ghetsis, los siete sabios y su rey y el hijo adpotivo de Ghetsis, N. Pelea en la semifinal de la liga Pokémon ante Iris, derrotándola y luego en la final ante su mejor amigo Cheren, quien es manipulado por el Team Plasma.
Black logra derrotar a Cheren en la final y devolviéndole a la normalidad, luego en un encuentro final vence a N y Zekrom con Reshiram en la batalla de "los héroes" que el Team Plasma denominó, en el cual Black resulta ser el Héroe de la Verdad y ayudando a N a encontrar las respuestas que necesitaba, encontrándose de paso que Ghetsis manupuló a N a su conveniencia, pero después de eso, Ghetsis hace que Black se encierre con Reshiram en el Orbe Blanco y desapareciendo de la Liga Pokémon de Tesselia, terminando la saga de manera inconclusa.
La tendencia de Black a soñar también hace que ignore las cosas que suceden a su alrededor, como cuando olvidó por completo su promesa con sus amigos Cheren y Bianca una vez que recibió el paquete con los Pokémon y los Pokédex que iban a recibir.
Su equipo Pokémon consiste en: Brav (Braviary), Musha (Musharna), Boar (Emboar), Tula (Galvantula) y Costa (Carracosta). Temporalmente tuvo un Reshiram con el cual peleó contra N y Zekrom en la final de la Liga Pokémon. Se entiende que es el segundo Dex Holder en ser campeón de una región tras Red.
White (ホワイト - Howaito)
Es la decimoquinta protagonista de la serie, poseyendo junto a Black el título de Soñadora (Dreamer). Es la presidenta de laAgencia B/W y una gran organizadora de eventos, los cuales involucraban a su Tepig hembra y al antiguo Tepig de Black como publicidad. Ayuda a Black a pelear contra el Team Plasma y N, aprendiendo a luchar cuando Gigi (la Tepig de White) no era oída por su entrenadora y escapó con N. A partir de ese momento, White se empeña en aprender a luchar y finalmente recupera a Gigi. Actualmente está en "Estudios Pokéstar", prestándole uno de sus Pokémon a Brycen cuando actúa con Whitley y Blake.
Cuando se trata del mundo del espectáculo, White es una experta. Ella es extremadamente talentosa en la organización y planificación, junto con el reclutamiento de personas para unirse a la Agencia BW.
Su equipo Pokémon consiste en: Jessica (Deerling), Amanda (Serperior), Sally (Duosion), Nancy (Alomomola), Dorothy (Stunfisk) y Bárbara (Vullaby).
Blake/Lack-two (ラクツ - Rakutsu)
Es el decimosexto protagonista de la serie, poseyendo el título de Arrestador (Arrester). Es un inspector de policía internacional y superior de Loocker Handsome que va tras los pasos del Neo Team Plasma luego de la desaparición de Black, y de una disputa interna del Team Plasma con N por un lado (que desapareció al ser derrotado por Black) y Colress como el nuevo villano. Apodo de Policía Internacional: Agente Black 2. Es un joven serio, calculador y frío, aunque su personalidad cambia con las chicas donde se dice que es un don Juan y conquistador, pero ese en realidad es su plan para descubrir quien es la chica de doce años que es parte del Team Plasma, la cual resulta ser Whitley.
Su equipo Pokémon consiste en: Dewott, Genesect, Kelden (Keldeo), Kabutott (Kabutops), Glisott (Gliscor) y (Escavalier).
Whitley/Whi-two (ファイツ - Faitsu)
Es la decimoséptima protagonista de la serie, poseyendo el título de Liberadora (Liberator). Es una miembro del Team Plasma que quiere dejar su pasado y anhelando el regreso de N (que fue derrotado por Black y se va a un retiro para descubrir los ideales del Dex Holder desaparecido), odia usar la Pokédex por N, aunque se dice estar enamorada de Lack-Two por su excesivo afecto y cercanía, provocando envidia en las demás chicas diciendo lo afortunada que era por tener la atención de él (aunque Blake lo hace como oculto para saber si ella es del Team Plasma).
Su equipo Pokémon consiste en: Foongy (Foongus) y (Accelgor).

### Kalos
X (エックス - Ekkusu)
Es el decimoctavo protagonista de la serie. X es un exentrenador Pokémon que demostró ser muy fuerte, incluso cuando era un niño pequeño. Sin embargo, la presión que recibió de los paparazzi finalmente lo afectó, lo que hizo que se convirtiera en un recluso que se niega a abandonar su casa a pesar de las protestas de sus amigos.
Su equipo Pokémon consiste en: Kanga y Kangui (Kangaskhan), Marisso (Chesnaught), Salamé (Charizard), Élec (Manectric), Garma(Gengar) y Rute (Pinsir), todos con la capacidad de megaevolucionar.
Y (ワイ - Wai)
Es la decimonovena protagonista de la serie, poseyendo el título de Voladora (Flyer). Su nombre completo es Y na Gabena (ワイ-ナ-ガーベナ, Yvonne Gabena en versión traducida). Y es la hija de Grace, una famosa corredora de Rhyhorn. Desde su infancia, Y fue criada por Grace para seguir sus pasos como corredora de Rhyhorn también. Molesta por los intentos de su madre de decidir su futuro sin su consentimiento, Y se rebeló y eligió asistir a la academia de Entrenadores Aéreos de Pueblo Vaniville para aprender a convertirse en entrenadora aérea. Esta decisión, sin embargo, originó muchas discusiones entre madre e hija.
Su equipo Pokémon consiste en: Fletchy (Fletchinder), Rhyrhy (Rhyhorn), Frofro (Greninja), Solsol (Absol) y Veevee (Sylveon). Además, también tuvo a Xerxer (Xerneas) por un tiempo.

### Alola
Sun (サン - San)
Es el vigésimo protagonista de la serie, poseyendo el título de Ahorrador (Saver). Sun es un entrenador originario de la región de Kanto que tiene como objetivo recolectar 100 millones de yenes. Para ello, asume diversos trabajos para recaudar el dinero que necesita. Debido a que su principal línea de trabajo es la entrega, todos lo llaman "Sun el Chico de las Entregas".
Su equipo Pokémon consiste en: Incineroar, Meowth (forma de Alola), Wishiwashi, Mimikyu, Crabominable y Stakataka.
Moon (ムーン - Mūn)
Es la vigésimo primera protagonista de la serie, poseyendo el título de Mezcladora (Mixer). Moon es una niña de la región de Sinnoh. Ella no disfruta del aire tropical de Alola, afirmando que no se adapta a su carácter. No es alguien que se deje engañar por los demás, viendo fácilmente a través de las mentiras de los Reclutas del Equipo Skull. Moon es farmacéutica y es capaz de fabricar diversos tipos de medicamentos. Debido a esta ocupación, Moon tiene muchos conocimientos sobre varios venenos, ya que ciertos tipos se pueden usar para hacer medicina. Además de los posibles beneficios del veneno, Moon agrada a los Pokémon de tipo Veneno y los encuentra lindos. Moon también es una arquera experta, lo que le ayuda a obtener suministros medicinales disparando al elemento deseado con su arco y flecha.
Debido a que proviene de una familia de eruditos, Moon prefiere usar su inteligencia para diseñar estrategias en la batalla. Como tal, los conceptos que ella considera "no científicos", como la suerte, tienden a molestarla si terminan derrotando sus estrategias.
Su equipo Pokémon consiste en: Decidueye, Charjabug, Muk (forma de Alola) y Mareanie

### Galar
Sword/Soudo Tsurugi (剣 創人 - Tsurugi Sōdo)
Es el vigésimo segundo protagonista de la serie.
Shieldmilia Tate (盾 シルドミリア - Tate Shirudomiria)
Es la vigésima tercera protagonista de la serie.

## Enlaces
- Netkun Página oficial de Pocket Monsters Special.